# Sinbad de Zeeman (tekenfilm)
Sinbad de Zeeman (アラビアンナイト シンドバットの冒険, Arabian Naitsu Shinbaddo no Bōken) is een Japans-West-Duitse tekenfilmserie, gebaseerd op het gelijknamige verhaal Sinbad de zeeman uit de Arabische sprookjesverzameling 1001 Nacht. Het was een van de eerste tekenfilms van Nippon Animation en werd van 1975 tot 1976 geproduceerd. De serie werd van 1979 tot 1981 uitgezonden door de KRO en in de eerste helft van de jaren negentig herhaald op Kindernet. De serie werd ook opnieuw uitgezonden op het hernieuwde Kindernet, tussen 2011 en 2013.

## Verhaal
De serie gaat over de kleine Sinbad, die meer dan 1200 jaar geleden leefde in Bagdad, de grootste stad van Arabië. Hij heeft geen broertjes of zusjes en gaat meestal mee met zijn vader die handelaar is in kruiken.
Zijn beste vriend is Hassan die water verkoopt op de markt. Samen met hem haalt hij heel wat kattenkwaad uit. Zo sluipen ze op een avond het koninklijk paleis binnen om te kijken naar de acrobaten die er optreden. Hierdoor wordt Sinbad erg nieuwsgierig naar de wereld buiten Bagdad.
Op een dag komt oom Ali, die zeevaarder is, op bezoek en krijgt hij de pratende beo Sheila cadeau. Als oom Ali terug vertrekt met zijn schip, sluipt Sinbad aan boord. Hij laat een briefje achter voor zijn ouders waarin staat dat hij nu eindelijk maar eens de wereld wil gaan ontdekken. Dat is meteen het begin van allerlei avonturen die hij met Sheila op zijn reizen langs vreemde landen en over grote zeeën zal beleven.
Zie ook: Lijst van afleveringen van Sinbad de Zeeman

## Rolverdeling
| Personage                         | Duitse stem      | Japanse stem     | Nederlandse stem |
| --------------------------------- | ---------------- | ---------------- | ---------------- |
| Sinbad                            | Ian Odle         | Noriko Ohara     | Maria Lindes     |
| Oom Ali                           | Gernot Duda      |                  |                  |
| Sheila de beo                     | Inez Günther     | Fuyumi Shiraishi | Maria Lindes     |
| Hassan                            | Manou Lubowski   | Kazue Takahashi  |                  |
| Ali Baba                          | Niko Macoulis    | Akira Kamiya     | Hans Otjes       |
| Ara                               | Kurt Marquardt   |                  | Jérôme Reehuis   |
| Judl, de visser                   | Frank Engelhardt |                  |                  |
| Salbus en de koning der Afrikanen | Norbert Gastell  |                  |                  |
| Bakker Salem                      | Michael Habeck   |                  |                  |
| Meermin 1                         | Irina Wanka      |                  |                  |
| Meermin 2                         | Eva Mattes       |                  |                  |
| Koning Muhamed, Sinbads vader     | Walter Reichelt  |                  |                  |
| Scheherazade                      | Ursula Wolff     |                  |                  |
| Verteller                         | Herbert Weicker  | Ichiro Nagai     | Jan Wegter       |